# Стакевци
Ста̀кевци е село в Северозападна България, община Белоградчик, област Видин.

## География
Село Стакевци се намира на около 13 км югозападно от град Белоградчик и на около 57 км на юг-югозапад от град Видин. Спрямо близките му села, отстои на около 4 – 5 км на юг-югоизток от Крачимир, на около 7 км на запад от Върбово и на около 9 км на запад-северозапад от Чупрене.
Разположено е в западната част на Стара планина, в източните поли на граничната с Република Сърбия Светиниколска планина, изтеглено на около 2,5 км дължина в долината на течащата от юг на север Стакевска река.
Надморската височина на пътя в най-северната част на селото е около 480 м, в най-южната – около 560 м, а пред сградата на пощенската станция – около 506 м.
Стакевци има пътна връзка по общински път през село Чифлик до неговата махала (квартал) Извос и от там по третокласен републикански път – с общинския административен център Белоградчик.
Част от южната землищна територия на село Стакевци е в обхвата на биосферния резерват „Чупрене“.
Населението на село Стакевци, наброяващо към 1934 г. 1827 души, намалява към 1985 г. до 533 – средногодишно по 25 – 26 души, и до 145 към 2018 г. – по 11 – 12 средногодишно.

## История
Според съществуващо предание за основаването и името на селото, преди много време двама братя – Крачун и Стайко, живели със семействата си заедно на едно място, на 6 км от бъдещото село Стакевци и на 3 км от бъдещото село Крачимир, но се скарали поради спор и решили да се разделят. Установили се на нови места – Стайко основал село Стакевци, а Крачун – Крачимир.
Жители на селото вземат участие в Чипровското въстание от 1688 г.

## Население
Преброяване на населението през 2011 г.
Численост и дял на етническите групи според преброяването на населението през 2011 г.:
|                     | Численост | Дял (в %) |
| Общо                | 199       | 100,00    |
| Българи             | 189       | 94,97     |
| Турци               | 0         | 0,00      |
| Цигани              | 6         | 3,01      |
| Други               | 0         | 0,00      |
| Не се самоопределят | 0         | 0,00      |
| Неотговорили        | 3         | 1,50      |

## Обществени институции
Село Стакевци е център на кметство Стакевци.
Читалище „Крум Бъчваров - 1892“ в село Стакевци е действащо, регистрирано под номер 2573 в Министерството на културата на Република България.
В Стакевци има действаща пощенска станция (пощенски код 3963).

## Инфраструктура
В селото към 2018 г. има един общопрактикуващ лекар, жителите ползват образователни институции, както и фармацевтични, стоматологични и специализирани медицински и административни услуги в общинския град Белоградчик.

## Редовни събития
- Празник на Балкана – по традиция се отбелязва през август, но всяка година е на различна дата.
- Традиционен събор през април или май (датата варира според църковния календар).

## Забележителности
- Стакевски водопад „Бела вода“ – намира се на Стакевска река на, 5,5 км южно от Стакевци в местността „Белата вода“, в долчинка сред борова гора. Висок е около 15 м и има два водни пада. Включен е в най-дългия екомаршрут в Западен Балкан.[10]

## Личности
- Виден Табаков – професор, авиокосмически инженер[11]
- Александър Куклин (1910 – 1980) – инженер и дългогодишен учител в Стакевци
- Иван Александров Куклин (1937 – 1987)[12]
- Христо Кържин[13]